# アンドリュー・テイト
エモリー・アンドリュー・テイト3世 （英語: Emory Andrew Tate Ⅲ）ことアンドリュー・テイト（英語: Andrew Tate、1986年12月1日 - ）は、イギリス系アメリカ人のソーシャルメディア・インフルエンサー、実業家、及び元プロキックボクサー。

## 人物
自身の物議を醸す意見により、多くのソーシャルメディアプラットフォームから追放されており、視聴者に女性差別的な見解を助長しているとの懸念も生じている。インフルエンサーとして、テイトはX上で900万人以上のフォロワーを抱えており、2023年には世界で3番目に多くGoogleで検索された人間となった。ほとんどのイギリスの成人男性は彼を知っている。彼は"有害な男らしさの王"と呼ばれ、インターネット上の反フェミニズム的言論空間の一部であり、極右活動家や極右イデオロギーとの関係を持ち、過去に自身を女性蔑視者であると称している。2024年7月現在、テイトはルーマニアとイギリスで4つの（民事2件、刑事2件）訴訟に直面している。
テイトは2005年にキックボクシングを始め、2000年代後半と2010年代前半に幾つかの賞を獲得した。2016年に、テイトはイギリスのリアリティー番組"Big Brother"に出演したが、イギリスでの強姦事件の捜査で容疑者となったため番組から降板させられている。この捜査は、その後取り下げられているが、2024年にテイトは再度容疑者となる。キックボクシングのキャリアの後、テイトと彼の弟、トリスタンはアダルトライブチャットサイトの運営を始め、続いて情報商材ビジネスを行っている。情報商材の購入者を中心に、彼は男性としてあるべき姿を広めるインターネット上の有名人として目立つようになった。テイトの商材には、 10000人もの購読者を抱えるハッスラーズ・ユニバーシティー（リブランド後はザ・リアル・ワールドとなった）、そして女性に売春を強要し、女性への暴力を指導しているとBBCにより告発されている、秘密グループのウォー・ルームが含まれる。2023年8月には、これらのテイトの情報商材は月に500万ドルの利益が出ていると推定された。
2022年の12月には、テイトと彼の弟トリスタンは二人の女性と共にルーマニアで逮捕された。 2023年の6月に、これらの4人は強姦・人身取引・および女性を性的に搾取するための犯罪組織を構成したという容疑で告訴された。その年の7月には、告発者のうち二人はネット上での嫌がらせのため身を隠したと伝えられている。テイト兄弟は、告発者の一人に対し、名誉毀損の損害賠償として500万ドルを求める訴訟を起こした。2024年の3月、イギリス警察は強姦・人身取引の捜査の一環として、テイト兄弟に対する逮捕状を取得し、4月には脱税の疑いでテイト兄弟と第三者に対する民事訴訟を起こした。テイトと弟のトリスタンはこれらを全て否認している。